# Нестеров, Александр Герасимович
Александр Герасимович Нестеров — советский военный деятель.

## Биография
Родился 28 октября 1896 года в пос. Забитуй Аларского аймака Иркутской губернии.
В 1915—1918 годы участвовал в Первой мировой войне, завершив её в звании капитана.
Участник Гражданской войны. Во время антиколчаковского восстания в Иркутске руководил штабом Восточно-Сибирской
Красной Армии. 15 января 1920 года участвовал в аресте адмирала Колчака.
После ареста Колчака, окончив тактическую стрелковую школу РККА, был направлен в Монголию, где стал заместителем начальника штаба Монгольской народно-революционной армии. В 1927 году был осуждён на 8 лет лагерей, отсидев 6. С 1938—1948 — новый срок в лагерях. С 1948—1954 — ссылка.
В 1960-е годы читал лекции о Гражданской войне.
В 1980 году умер в Иркутске, похоронен на Радищевском кладбище.

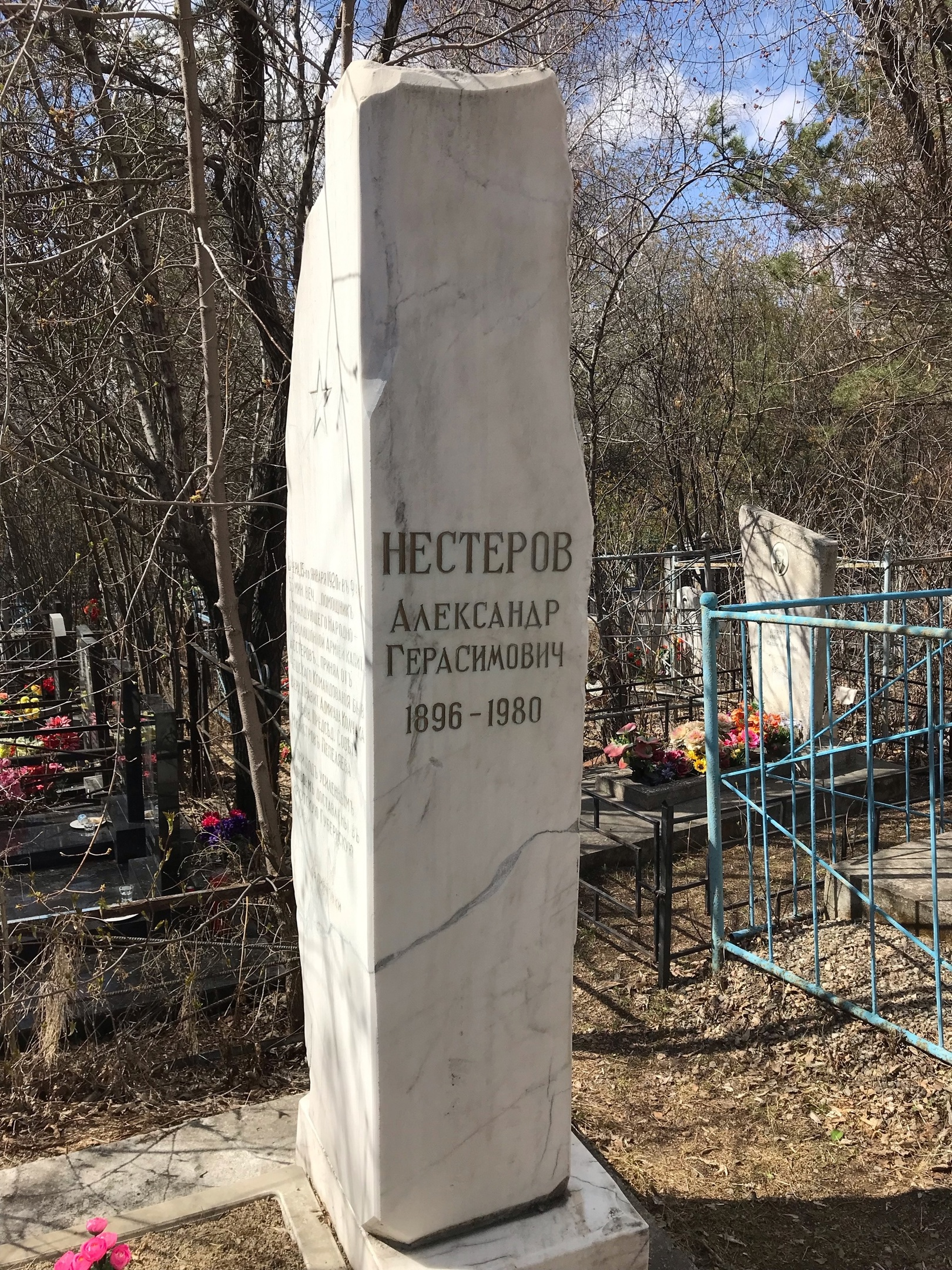
Нестеров, Александр Герасимович, могила на Радищевсском кладбище Иркутска

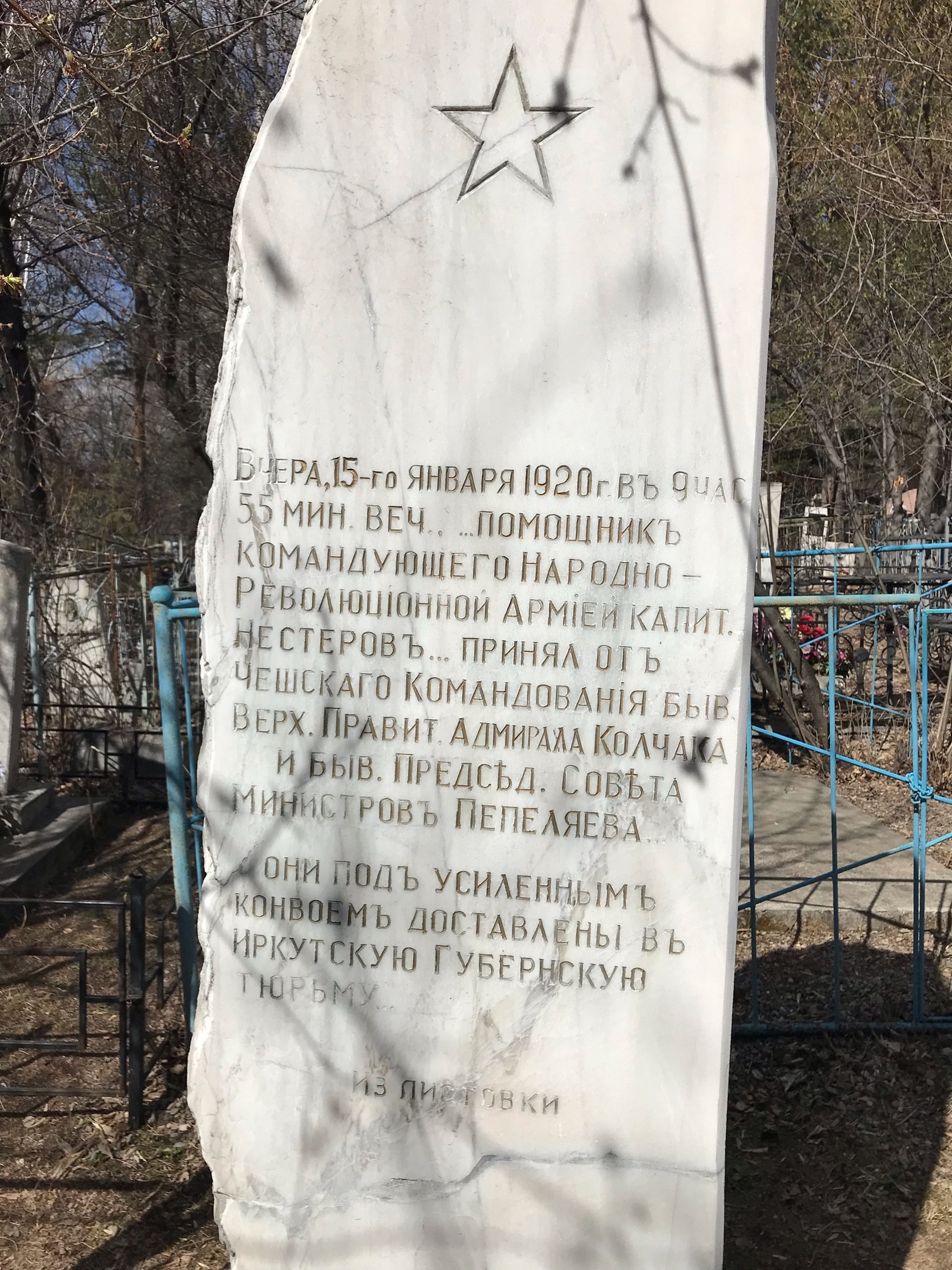
Нестеров, Александр Герасимович, могила на Радищевском кладбище Иркутска